# Cancelliere del Reich
Cancelliere del Reich (in ted. Reichskanzler) è il termine utilizzato per definire il capo del governo tedesco durante l'Impero tedesco (1871-1918), la Repubblica di Weimar (1919-1933) e il Terzo Reich nazionalsocialista (1933-1945).

## L'Impero tedesco
La costituzione dell'Impero tedesco (1871) era stata preceduta nel 1867 dalla fondazione della Confederazione della Germania del Nord che disponeva di alcuni organi di governo federali: un Bundesrat formato dai rappresentanti degli Stati membri e presieduto dal sovrano di Prussia, una rappresentanza parlamentare chiamata Reichstag e un rudimentale esecutivo presieduto dal primo ministro prussiano Otto von Bismarck in qualità di cancelliere della Confederazione.
Il termine cancelliere venne in seguito utilizzato per definire la figura istituzionale del primo ministro federale dell'Impero germanico per distinguerlo dai capi dei governi dei singoli stati membri.  
Dal 1871 al 1918 il cancelliere del Reich rispondeva direttamente e unicamente all'imperatore che lo nominava e lo destituiva. Il Reichstag non aveva, formalmente, nessuna influenza sulla scelta, sulla sua nomina o sulla sua destituzione. Nei fatti taluni cancellieri nel periodo dell'impero dovettero dimettersi per crisi parlamentari.
D'altro lato il cancelliere del Reich non aveva alcun potere legislativo, nella sua carica non era nemmeno legittimato a prendere parte alle sedute del Reichstag né tantomeno a prendervi la parola in assenza di uno specifico mandato.

## La Repubblica di Weimar
Nel novembre 1918 la Germania divenne una repubblica, quindi le sue istituzioni furono sostituite da un rivoluzionario Consiglio dei rappresentanti del popolo.
Nel 1919 venne ricostituito un governo ma come segnale di rinnovamento venne modificata la terminologia usata fino ad allora, il governo venne chiamato "governo del Reich" presieduto da un "primo ministro del Reich". Il termine però non riuscì ad entrare nell'uso comune e già nell'agosto del 1919 si ritornò ad usare il termine "Reichskanzler", ossia "cancelliere del Reich".
Anche nella Repubblica di Weimar (1919-1933) il cancelliere era nominato e destituito dal capo dello Stato, ora un presidente del Reich, ma era responsabile anche nei confronti del Reichstag.

## Il Terzo Reich
Con la nomina di Adolf Hitler a cancelliere del Reich terminò in breve tempo la democrazia parlamentare. Alla morte del presidente Paul von Hindenburg, Hitler assunse in sé le cariche di capo dello Stato e del governo assumendo il titolo di Führer und Reichskanzler (Führer e cancelliere del Reich) fino al suo suicidio nel 1945. 
Nelle sue ultime volontà, Hitler nominò come Reichspräsident Karl Dönitz e come cancelliere Joseph Goebbels. La carica di quest'ultimo, però, non durò nemmeno due giorni, perché Goebbels morì suicida assieme alla moglie Magda nel bunker della cancelleria poco dopo aver fatto avvelenare i loro sei figli.
Morto Goebbels il nuovo presidente Dönitz, affidò al ministro delle finanze del Reich conte Schwerin von Krosigk la conduzione di un governo provvisorio, il quale tuttavia non assunse la carica di cancelliere del Reich, preferendo quella di primo ministro. Quest'ultimo governo del Reich, che non possedeva il controllo della maggior parte dei propri territori, venne deposto formalmente dagli Alleati il 23 maggio 1945.